# Targana Turnia
Targana Turnia (słow. Biskupská čiapka, niem. Naturfreundturm, węg. Természetbaráttorony) – smukła turnia znajdująca się w głównej grani Tatr w słowackiej części Tatr Wysokich. Leży ona pomiędzy Zadnim Gerlachem a Batyżowieckimi Czubami – odcinkiem grani oddzielonym Wschodnią Batyżowiecką Przełęczą. Targana Turnia stanowi najwybitniejszą z kilku turniczek znajdujących się w zachodniej grani Zadniego Gerlacha. Na wierzchołek Targanej Turni nie prowadzą żadne znakowane szlaki turystyczne, jest ona dostępna jedynie dla taterników.
Targana Turnia jest turnią dość charakterystyczną i smukłą. Posiada ona dwa blisko siebie leżące wierzchołki oddzielone bardzo wąską przełączką. Witold Henryk Paryski w przewodniku Tatry Wysokie porównuje jej kształt do mitry biskupiej.
Pierwszego wejścia na wierzchołki Targanej Turni dokonali zapewne George Crosfield i Paul Spitzkopf junior, a było to 20 sierpnia 1911 r. Tego samego dnia dokonała na nią wejścia inna ekipa, w skład której wchodzili L. Brumiller i K. Hevesi.